# Super s karamelom
Super s karamelom je pop pank bend iz Bečeja. Pažnju javnosti skrenuli su tinejdžerskim hitovima Debela devojka i Mrzim takve žurke.

## Biografija
Grupa Super s karamelom je nastala u martu 2003. godine, kao sporedni projekat pank grupe Infrakt , koju su sačinjavali Vladimir Bakić  (gitara), Marko Vujkov (bas) i Jovan Šuvakov Maxa (bubnjevi), kada im se priključuju pevačice Milana Vujkov i Gordana Dragičević. Ideja je bila da sviraju muziku „koju bi karakterisali melodičnost popa i energija panka sa tekstovima na srpskom jeziku“. Prvi koncert održali su 11. aprila iste godine u bečejskom klubu Floyd, a nastupili su kao predgrupa matičnog benda Infrakt. Početkom avgusta 2003. snimili su promotivni singl sa tri pesme u studiju Drum u Novom Bečeju. U avgustu iste godine pridružuje im se solo gitarista Saša Živković.
U u studiju Komandant Adam, Sremskoj Kamenici, tokom novembra 2004. godine snimaju pesme za svoj prvi album, koji izlazi u oktobru sledeće godine za Automatik iz Beograda. U leto 2006. Gordana Dragičević napušta grupu, a na njeno mesto dolazi Maja Čiplić, koju u leto 2007. zamenjuje Tamara Ružička. U decembru iste godine učestvuju na kompilaciji Neki noviji klinci i..., na kojoj se nalazi 21 obrada pesama Đorđa Balaševića, sa obradom pesme Pa dobro gde si ti. Jedini su bend na ovoj kompilaciji koji nije iz Novog Sada.
Godine 2009. bend je objavio svoj drugi studijski album Prazne priče.

## Diskografija
Albumi
- Super s karamelom (Automatik, 2005)
- Prazne priče (Automatik, 2009)

Kompilacije
- Neki noviji klinci i... (PGP-RTS, 2007)

## Članovi
- Dunja Šormaz - vokal
- Mirjana Doroslovački - vokal
- Vladimir Bakić - ritam gitara
- Mladen Stojanov - bas
- Jovan Šuvakov Maxa - bubnjevi
- Vladimir Ilić - solo gitara

Bivše članice
- Gordana Dragičević - vokal (2003-2006)
- Maja Čiplić - vokal (2006-2007)

izvor:  - Super s karamelom

## Spoljašnje veze
- Zvanični sajt
- Super s karamelom — MySpace  stranica